# Gunung Gohalembu
Gunung Gohalembu är ett berg i Indonesien.   Det ligger i provinsen Aceh, i den västra delen av landet, 1 500 km nordväst om huvudstaden Jakarta. Toppen på Gunung Gohalembu är 894 meter över havet.
Terrängen runt Gunung Gohalembu är huvudsakligen kuperad, men åt sydväst är den bergig.Runt Gunung Gohalembu är det glesbefolkat, med 13 invånare per kvadratkilometer. Det finns inga samhällen i närheten. I omgivningarna runt Gunung Gohalembu växer i huvudsak städsegrön lövskog.